# Championnat d'Estonie de football 2016
Navigation
Meistriliiga 2015 Meistriliiga 2017
La saison 2016 du Championnat d'Estonie de football est la 26e de l'élite du football estonien. Les dix meilleurs clubs du pays sont regroupés au sein d'une poule unique où ils s'affrontente quatre fois, deux fois à domicile et deux fois à l'extérieur. En fin de saison, le dernier du classement est relégué et remplacé par le champion de deuxième division, tandis que le 9e affronte le vice-champion de D2 en barrage de promotion-relégation.
C'est le FC Infonet Tallinn qui est sacré cette saison après avoir terminé en tête du classement final, avec deux points d'avance sur le Levadia Tallinn et cinq sur le Nõmme Kalju. Il s'agit du tout premier titre de champion d'Estonie de l'histoire du club.

## Qualifications européennes
Le championnat délivre trois places pour les compétitions continentales : le champion d'Estonie se qualifie pour le premier tour préliminaire de la Ligue des champions de l'UEFA 2017-2018 tandis que les deuxième et troisième du classement obtiennent leur billet pour le premier tour de la Ligue Europa 2017-2018. La troisième place en Ligue Europa est réservée au vainqueur de la Coupe d'Estonie, ou au 4e du classement final, si le vainqueur de la Coupe a terminé le championnat parmi les trois premiers.

## Participants
| Club                | Dernière montée | Classement 2015 | Entraîneur        | Depuis | Stade            | Capacité théorique |
| ------------------- | --------------- | --------------- | ----------------- | ------ | ---------------- | ------------------ |
| Flora Tallinn       | 1992            | 1er             | Norbert Hurt      | 2013   | A. Le Coq Arena  | 9 692              |
| Levadia Tallinn     | 1999            | 2e              | Sergei Ratnikov   | 2016   | Stade Kadriorg   | 5 000              |
| Nõmme Kalju         | 2008            | 3e              | Sergueï Frantsev  | 2016   | Stade Hiiu       | 300                |
| Infonet Tallinn     | 2013            | 4e              | Aleksandr Puštov  | 2011   | Sportland Arena  | 540                |
| Sillamäe Kalev      | 2008            | 5e              | Denis Ugarov      | 2015   | Stade Kalevi     | 800                |
| Narva Trans         | 1992            | 6e              | Adyam Kuzyaev     | 2015   | Stade Kreenholmi | 1 065              |
| Paide Linnameeskond | 2009            | 7e              | Meelis Rooba      | 2010   | Stade Paide      | 268                |
| Pärnu Linnameeskond | 2015            | 8e              | Marko Lelov       | 2015   | Stade Pärnu      | 1 500              |
| Tammeka Tartu       | 2005            | 9e              | Indrek Koser      | 2014   | Stade Tamme      | 1 750              |
| Tarvas Rakvere      | 2016            | 4e (Esiliiga)   | Valeri Bondarenko | 2014   | Stade Rakvere    | 2 300              |

| \| Tallinn : Flora Tallinn Levadia Tallinn Nõmme Kalju Infonet Tallinn Tallinn Paide LM Sillamäe Kalev Tammeka Tartu NarvaTrans Pärnu LM Tarvas Rakvere \| Localisation des clubs engagés dans le championnat. |
| Tallinn : Flora Tallinn Levadia Tallinn Nõmme Kalju Infonet Tallinn Tallinn Paide LM Sillamäe Kalev Tammeka Tartu NarvaTrans Pärnu LM Tarvas Rakvere                                                           |

| Tallinn : Flora Tallinn Levadia Tallinn Nõmme Kalju Infonet Tallinn Tallinn Paide LM Sillamäe Kalev Tammeka Tartu NarvaTrans Pärnu LM Tarvas Rakvere |

## Compétition
Le classement est calculé avec le barème de points suivant : une victoire vaut trois points, le match nul un. La défaite ne rapporte aucun point.
Critères de départage :
1. Le moins de matchs annulés ou reportés ;
2. Le nombre général de victoires ;
3. Faces-à-faces ;
4. Différence de buts dans les faces-à-faces ;
5. Meilleure différence de buts générale ;
6. Nombre général de buts marqués

| Rang | Équipe              | Pts | J  | G  | N  | P  | Bp | Bc  | Diff |
| ---- | ------------------- | --- | -- | -- | -- | -- | -- | --- | ---- |
| 1    | Tallinn Infonet     | 80  | 36 | 24 | 8  | 4  | 74 | 33  | +41  |
| 2    | Levadia Tallinn     | 78  | 36 | 24 | 6  | 6  | 77 | 30  | +47  |
| 3    | Nõmme Kalju         | 75  | 36 | 22 | 9  | 5  | 70 | 28  | +42  |
| 4    | Flora TallinnT      | 73  | 36 | 21 | 10 | 5  | 96 | 31  | +65  |
| 5    | Sillamäe Kalev      | 51  | 36 | 14 | 9  | 13 | 65 | 55  | +10  |
| 6    | Paide Linnameeskond | 48  | 36 | 14 | 6  | 16 | 58 | 61  | -3   |
| 7    | Narva Trans         | 41  | 36 | 11 | 8  | 17 | 60 | 68  | -8   |
| 8    | Tammeka Tartu       | 41  | 36 | 12 | 5  | 19 | 43 | 65  | -22  |
| 9    | Pärnu Linnameeskond | 17  | 36 | 5  | 2  | 29 | 24 | 98  | -74  |
| 10   | Tarvas RakvereP     | 3   | 36 | 0  | 3  | 33 | 15 | 113 | -98  |

|  | Qualification pour le 1er tour de qualification de la Ligue des champions de l'UEFA 2017-2018 |
|  | Qualification pour le 1er tour de qualification de la Ligue Europa 2017-2018                  |
|  | Participation au barrage de promotion-relégation                                              |
|  | Relégation en deuxième division                                                               |
|  | T : Tenant du titre P : Promu de D2                                                           |

### Matchs
| Résultats (▼dom., ►ext.) | FLO | INF | NÕM | LEV | PAI | PÄR | SIL | TAM | TAR | NAR | FLO | INF | NÕM | LEV | PAI | PÄR | SIL | TAM | TAR | NAR |
| Flora Tallinn            |     | 3-0 | 0-0 | 1-2 | 2-0 | 6-0 | 0-0 | 0-0 | 6-0 | 3-0 |     | 2-1 | 1-1 | 6-1 | 4-0 | 3-0 | 3-3 | 0-0 | 4-0 | 4-1 |
| Tallinn Infonet          | 1-1 |     | 2-1 | 3-2 | 1-0 | 3-1 | 0-0 | 4-0 | 4-1 | 2-1 | 4-3 |     | 2-2 | 0-0 | 3-1 | 1-0 | 4-2 | 1-0 | 6-0 | 4-3 |
| Nõmme Kalju              | 2-0 | 2-1 |     | 0-1 | 1-0 | 3-0 | 2-0 | 2-0 | 3-1 | 6-0 | 3-3 | 1-2 |     | 0-3 | 1-1 | 0-0 | 3-1 | 3-0 | 2-0 | 2-0 |
| Levadia Tallinn          | 0-0 | 1-0 | 1-1 |     | 4-0 | 1-0 | 2-1 | 1-1 | 2-0 | 1-0 | 2-1 | 2-2 | 1-2 |     | 7-1 | 2-0 | 2-1 | 4-0 | 4-0 | 5-0 |
| Paide Linnameeskond      | 1-1 | 0-2 | 1-1 | 0-1 |     | 4-0 | 1-3 | 3-0 | 4-2 | 3-2 | 0-3 | 1-4 | 2-0 | 0-4 |     | 4-1 | 2-1 | 3-1 | 7-0 | 0-0 |
| Pärnu Linnameeskond      | 0-3 | 0-2 | 0-1 | 1-0 | 0-3 |     | 0-2 | 0-1 | 3-0 | 0-1 | 1-6 | 0-5 | 1-5 | 0-4 | 3-1 |     | 2-5 | 0-3 | 2-1 | 1-7 |
| Sillamäe Kalev           | 2-4 | 2-2 | 1-3 | 0-2 | 1-1 | 4-1 |     | 5-1 | 1-0 | 3-0 | 1-4 | 0-0 | 0-1 | 3-2 | 0-0 | 4-2 |     | 1-2 | 4-0 | 2-1 |
| Tammeka Tartu            | 0-4 | 1-2 | 0-3 | 1-4 | 2-0 | 2-1 | 4-0 |     | 3-1 | 2-2 | 3-1 | 0-1 | 0-1 | 1-2 | 1-4 | 2-0 | 0-0 |     | 5-0 | 0-2 |
| Tarvas Rakvere           | 0-5 | 0-1 | 1-6 | 0-4 | 0-5 | 1-2 | 0-3 | 0-1 |     | 0-1 | 1-4 | 0-1 | 1-2 | 0-1 | 0-1 | 1-1 | 0-3 | 1-3 |     | 0-6 |
| Narva Trans              | 1-2 | 0-3 | 1-1 | 1-1 | 2-3 | 4-0 | 3-3 | 4-1 | 2-2 |     | 0-2 | 0-0 | 0-3 | 3-1 | 3-1 | 3-1 | 1-3 | 4-2 | 1-1 |     |

### Barrage promotion / relégation
À la fin de la saison, l'avant-dernier de Meistriliiga affrontera la deuxième meilleure équipe d'Esiliiga (qui n'est pas une équipe réserve) pour tenter de se maintenir. Le barrage tourne largement à l'avantage du club installé parmi l'élite, le Pärnu Linnameeskond.
| Équipe 1                  | Résultat | Équipe 2            | Aller | Retour |
| ------------------------- | -------- | ------------------- | ----- | ------ |
| Maardu Linnameeskond (D2) | 4 - 9    | Pärnu Linnameeskond | 1 - 5 | 3 - 4  |

- Les deux clubs se maintiennent au sein de leur championnat respectif.

## Bilan de la saison
| Championnat d'Estonie de football 2016  |                                           |
| Champion                                | FC Infonet Tallinn (1er titre)            |
| Coupes et trophées                      |                                           |
| Vainqueur de la Coupe d'Estonie 2016    | Compétition en cours                      |
| Qualifications continentales            |                                           |
| Ligue des champions de l'UEFA 2017-2018 | FC Infonet Tallinn                        |
| Ligue Europa 2017-2018                  | FC Levadia Tallinn                        |
| Ligue Europa 2017-2018                  | JK Nõmme Kalju                            |
| Ligue Europa 2017-2018                  | Vainqueur de la Coupe d'Estonie 2016-2017 |
| Promotions et relégations               |                                           |
| Promus en Meistriliiga                  | JK Tulevik Viljandi                       |
| Relégués en Esiliiga                    | JK Tarvas Rakvere                         |